# Malcolm Klassen
Malcolm Klassen (* 3. Dezember 1981 in Hammanskraal, Südafrika) ist ein südafrikanischer Boxer im Superfedergewicht und Normalausleger. 

## Profi
Am 22. Mai 1999 gab er erfolgreich sein Profidebüt mit einem einstimmigen Punktsieg über Stevens Moeketsane. Im November 2006 wurde er Weltmeister der IBF, als er Gairy St Clair durch geteilte Punktrichterentscheidung schlug. Den Titel verlor er bereits im Jahr darauf an seinen Landsmann Mzonke Fana. 
Zwei Jahre später, am 18. April im Jahre 2009, wurde er mit einem T.-K.-.o.-Sieg über Cassius Baloyi in Runde 7 erneut IBF-Weltmeister. Er verlor den Gürtel, so wie beim ersten Mal, bereits in seiner ersten Titelverteidigung.